# Papyrus 72
- Papyrus
- Onciale
- Minuscules
- Lectionnaire

Le Papyrus 72 ({\displaystyle {\mathfrak {P}}}72, Papyrus Bodmer VII-IX) est un ancien papyrus du Nouveau Testament. Il contient l'ensemble du texte de l'Épître de Jude, de la Première épître de Pierre et de la Deuxième épître de Pierre. Par paléographie, il a été daté entre le IIIe et le IVe siècle.

## Texte
Il s'agit du plus vieux manuscrit connu des épitres sus-mentionnés, même si certains versets de Jude existent aussi à l'état de fragments sur le {\displaystyle {\mathfrak {P}}}78 (P. Oxy. 2684).
Le texte grec de ce codex est représentatif du type alexandrin. D'après Aland, en 1-2 Pierre il contient le texte normal, et en Jude un texte libre, les deux contenant certains particularités. Aland le place dans la catégorie I. Il est proche du Codex Vaticanus et du Codex Alexandrinus.
P 72 est en fait composé de deux manuscrits (P. Bodmer VII pour Jude et P. Bodmer VIII pour les lettres de Pierre), provenant d'un codex plus important qui a été démembré mais dont la plupart des parties sont conservées dans la collection Bodmer.
P. Bodmer VII est conservés par la Fondation Martin Bodmer en Suisse, tandis que P. Bodmer VIII est actuellement détenu par la librairie du Vatican (P. Bodmer VIII) à Rome,.

## Le codex d'origine
Le codex initial, dont sont extraits les parties formant P 72 comportait dans cet ordre : 
- la Nativité de Marie (P. Bodmer V),
- la troisième épitre (apocryphe) de Paul aux Corinthiens (P. Bodmer X),
- le onzième ode de Salomon (P. Bodmer XI),
- l'Épître de Jude (P. Bodmer VII),
- l'homélie de Méliton de Sardes sur la Pâques (P. Bodmer XIII),
- un fragment d'hymne liturgique (P. Bodmer XII),
- L'apologie du martyr Philéas de Thmuis (P. Bodmer XX),

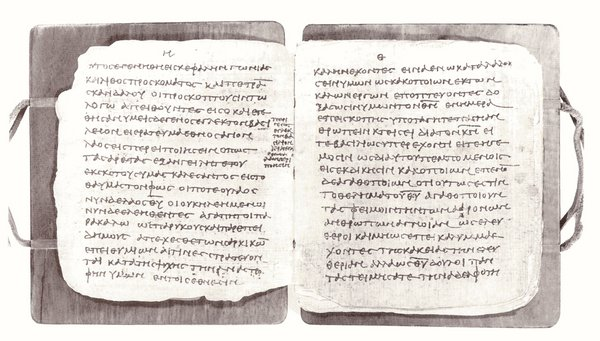
Papyrus Bodmer VII-IX

- les psaumes 33 et 34 selon la Septante (P. Bodmer IX)[3] et
- les épîtres de Pierre (P. Bodmer VIII).

Il comporte actuellement 72 feuillets (14.5 cm par 16 cm), avec 16-20 lignes par page.